# Thác Tà Lài
Thác Tà Lài là thác trên sông Đồng Nai ở vùng đất xã Tà Lài huyện Tân Phú tỉnh Đồng Nai, Việt Nam .
Thác Tà Lài ở phía hạ lưu cầu Tà Lài cỡ 1 km 11°22′46″B 107°21′41″Đ / 11,379551°B 107,361489°Đ.
Thác Tà Lài cách Thành phố Hồ Chí Minh cỡ 130 km. Đường đi từ thành phố theo quốc lộ 20 cỡ 120 km, đến thị trấn Tân Phú 11°15′59″B 107°25′41″Đ / 11,266424°B 107,428084°Đ. Từ thị trấn chuyển sang đường liên huyện đi Tà Lài theo hướng tây bắc cỡ 17 km.